# Metselen

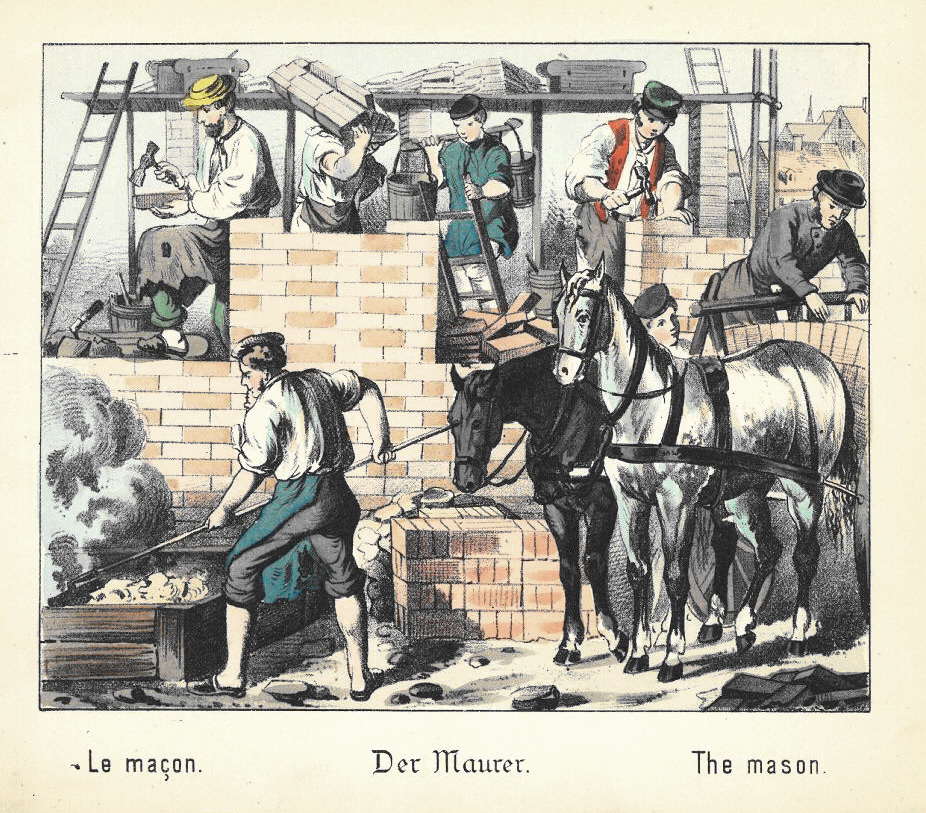
Metselen in 1880

Metselen of Metsen (België) is een techniek waarbij stenen of blokken met specie of lijm op en tegen elkaar worden gelegd.
De stenen worden in een bepaald verband aangebracht. De techniek van het metselen werd al in het Romeinse Rijk toegepast. De ogenschijnlijk simpele techniek van het metselen is meer dan het stapelen van stenen. De hoofdzaak is dat de stenen zodanig in de metselspecie worden gevlijd dat alle ruimten tussen de stenen volledig volraken, met andere woorden dat er zogenoemd vol en zat wordt gewerkt. Hiervoor is oefening nodig.
De specie of mortel die in plastische toestand gebruikt wordt zoals hierboven omschreven, bestaat uit zand, bindmiddel en water. Het bindmiddel is meestal portland- of hoogovencement waaraan soms ook nog kalk wordt toegevoegd. De eigenschap te kunnen verstenen en aan de stenen te hechten, wordt aan het bindmiddel ontleend, dat met water wordt aangemaakt en langzaam gaat verharden. Water is noodzakelijk om het verhardingsproces te laten plaatsvinden. Het is daarom noodzakelijk dat de stenen een dusdanig vochtgehalte hebben dat ze niet te veel water aan de specie onttrekken. Het vochtig maken en aanvoeren van de stenen is een van de taken van de opperman.
De metseltechniek kan worden uitgevoerd met een smalle en ‘volle’ baksteen. De baksteengevels met deze keramische smalle en volle gevelstenen zijn vergelijkbaar in uiterlijk en functionaliteit.
Om een muur loodrecht op te metselen maakt de metselaar gebruik van metselprofielen. Dit zijn houten of metalen stijlen die op de hoeken of aan het einde van de muur zuiver "te lood" worden gesteld door de metselaar of de timmerman. Hierop tekent hij de "laagverdeling" af met behulp van de "lagenlat". Een "laag" bestaat uit de dikte van de steen samen met de dikte van de voeg. Daarna telt hij vanuit het meterpeil naar onderen toe om waterpas te beginnen. Hij trekt vervolgens de "draad" van het ene naar het andere profiel te beginnen bij de onderste laag.
Metselen maakt deel uit van de ruwbouw.